# Tánaiste
El Tánaiste (AFI: [ˈt̪aːn̪əʃtʲə], /tánashtia/, plural: Tánaistí), o formalmente an Tánaiste, es el vice primer ministro o vicepresidente del gobierno de Irlanda. El Tánaiste es elegido por el Taoiseach y nombrado por el presidente de Irlanda.
El Tánaiste actúa en lugar del Taoiseach durante la ausencia de este y hasta que se nombra un sucesor en caso de muerte o permanente incapacidad del mismo. El Tánaiste debe ser un ministro, y es, ex officio, miembro del Consejo de Estado.
En la práctica, el título es honorífico. En caso de existir un gobierno de coalición, normalmente se concede al líder del segundo partido, que elige el departamento que quiere dirigir. En un gobierno dirigido por un solo partido, el Tánaiste suele ser un hombre de Estado que se ocupa además de una de las carteras ministeriales menos importantes.
El cargo fue creado por la Constitución de Irlanda de 1937, sustituyendo al de vicepresidente del Consejo Ejecutivo que existía de acuerdo con la Constitución del Estado Libre Irlandés (1922-1937).

## Lista deTánaistí

### Estado Libre Irlandés(1922-1937)
| Tánaiste | Tánaiste | Tánaiste                    | Inicio                 | Fin                     | Partido             | Taoiseach | Taoiseach                           |
| -------- | -------- | --------------------------- | ---------------------- | ----------------------- | ------------------- | --------- | ----------------------------------- |
|          |          | Kevin O'Higgins (1892-1927) | 6 de diciembre de 1922 | 10 de julio de 1927     | Cumann na nGaedheal |           | William Thomas Cosgrave (1922-1932) |
|          |          | Ernest Blythe (1889-1975)   | 10 de julio de 1927    | 9 de marzo de 1932      | Cumann na nGaedheal |           | William Thomas Cosgrave (1922-1932) |
|          |          | Seán T. O'Kelly (1882-1966) | 9 de marzo de 1932     | 29 de diciembre de 1937 | Fianna Fáil         |           | Éamon de Valera (1932-1937)         |

### Irlanda(1937-)
| Tánaiste | Tánaiste | Tánaiste                              | Inicio                   | Fin                      | Partido                 | Taoiseach                   | Taoiseach                                         |
| -------- | -------- | ------------------------------------- | ------------------------ | ------------------------ | ----------------------- | --------------------------- | ------------------------------------------------- |
|          |          | Seán T. O'Kelly (1882-1966)           | 29 de diciembre de 1937  | 14 de junio de 1945      | Fianna Fáil             |                             | Éamon de Valera (1937-1948)                       |
|          |          | Seán Lemass (1899-1971)               | 14 de junio de 1945      | 18 de febrero de 1948    | Fianna Fáil             |                             | Éamon de Valera (1937-1948)                       |
|          |          | William Norton (1900-1963)            | 18 de febrero de 1948    | 13 de junio de 1951      | Partido Laborista       |                             | John A. Costello (1948-1951)                      |
|          |          | Seán Lemass (1899-1971)               | 13 de junio de 1951      | 2 de junio de 1954       | Fianna Fáil             |                             | Éamon de Valera (1951-1954)                       |
|          |          | William Norton (1900-1963)            | 2 de junio de 1954       | 20 de marzo de 1957      | Partido Laborista       |                             | John A. Costello (1954-1957)                      |
|          |          | Seán Lemass (1899-1971)               | 20 de marzo de 1957      | 23 de junio de 1959      | Fianna Fáil             |                             | Éamon de Valera (1957-1959)                       |
|          |          | Seán MacEntee (1889-1984)             | 23 de junio de 1959      | 21 de abril de 1965      | Fianna Fáil             |                             | Seán Lemass (1959-1966)                           |
|          |          | Frank Aiken (1898-1983)               | 21 de abril de 1965      | 2 de julio de 1969       | Fianna Fáil             |                             | Seán Lemass (1959-1966)                           |
|          |          | Frank Aiken (1898-1983)               | 21 de abril de 1965      | 2 de julio de 1969       | Fianna Fáil             | Jack Lynch (1966-1973)      |                                                   |
|          |          | Erskine Hamilton Childers (1905-1974) | 2 de julio de 1969       | 14 de marzo de 1973      | Fianna Fáil             |                             |                                                   |
|          |          | Brendan Corish (1918-1990)            | 14 de marzo de 1973      | 5 de julio de 1977       | Partido Laborista       |                             | Liam Cosgrave (1973-1977)                         |
|          |          | George Colley (1925-1983)             | 5 de julio de 1977       | 30 de junio de 1981      | Fianna Fáil             |                             | Jack Lynch (1977-1979)                            |
|          |          | George Colley (1925-1983)             | 5 de julio de 1977       | 30 de junio de 1981      | Fianna Fáil             | Charles Haughey (1979-1981) |                                                   |
|          |          | Michael O'Leary (1936-2006)           | 30 de junio de 1981      | 9 de marzo de 1982       | Partido Laborista       |                             | Garret FitzGerald (1981-1982)                     |
|          |          | Ray MacSharry (1938-)                 | 9 de marzo de 1982       | 14 de diciembre de 1982  | Fianna Fáil             |                             | Charles Haughey (1982)                            |
|          |          | Dick Spring (1950-)                   | 14 de diciembre de 1982  | 20 de enero de 1987      | Partido Laborista       |                             | Garret FitzGerald (1982-1987)                     |
|          |          | Peter Barry (1928-2016)               | 20 de enero de 1987      | 10 de marzo de 1987      | Fine Gael               |                             | Garret FitzGerald (1982-1987)                     |
|          |          | Brian Lenihan (1930-1995)             | 10 de marzo de 1987      | 31 de octubre de 1990    | Fianna Fáil             |                             | Charles Haughey (1987-1992)                       |
|          |          | John P. Wilson (1923-2007)            | 31 de octubre de 1990    | 12 de enero de 1993      | Fianna Fáil             |                             | Charles Haughey (1987-1992)                       |
|          |          | John P. Wilson (1923-2007)            | 31 de octubre de 1990    | 12 de enero de 1993      | Fianna Fáil             | Albert Reynolds (1992-1994) |                                                   |
|          |          | Dick Spring (1950-)                   | 12 de enero de 1993      | 17 de noviembre de 1994  | Partido Laborista       |                             |                                                   |
|          |          | Bertie Ahern (1951-)                  | 17 de noviembre de 1994  | 15 de diciembre de 1994  | Fianna Fáil             |                             |                                                   |
|          |          | Dick Spring (1950-)                   | 15 de diciembre de 1994  | 26 de junio de 1997      | Partido Laborista       |                             | John Bruton (1994-1997)                           |
|          |          | Mary Harney (1953-)                   | 26 de junio de 1997      | 13 de septiembre de 2006 | Demócratas Progresistas |                             | Bertie Ahern (1997-2008)                          |
|          |          | Michael McDowell (1951-)              | 13 de septiembre de 2006 | 14 de junio de 2007      | Demócratas Progresistas |                             | Bertie Ahern (1997-2008)                          |
|          |          | Brian Cowen (1960-)                   | 14 de junio de 2007      | 7 de mayo de 2008        | Fianna Fáil             |                             | Bertie Ahern (1997-2008)                          |
|          |          | Mary Coughlan (1965-)                 | 7 de mayo de 2008        | 9 de marzo de 2011       | Fianna Fáil             |                             | Brian Cowen (2008-2011)                           |
|          |          | Eamon Gilmore (1955-)                 | 9 de marzo de 2011       | 4 de julio de 2014       | Partido Laborista       |                             | Enda Kenny (2011-2017)                            |
|          |          | Joan Burton (1949-)                   | 4 de julio de 2014       | 6 de mayo de 2016        | Partido Laborista       |                             | Enda Kenny (2011-2017)                            |
|          |          | Frances Fitzgerald (1950-)            | 6 de mayo de 2016        | 28 de noviembre de 2017  | Fine Gael               |                             | Enda Kenny (2011-2017)                            |
|          |          | Frances Fitzgerald (1950-)            | 6 de mayo de 2016        | 28 de noviembre de 2017  | Fine Gael               | Leo Varadkar (2017-2020)    |                                                   |
|          |          | Simon Coveney (1972-)                 | 28 de noviembre de 2017  | 27 de junio de 2020      | Fine Gael               |                             |                                                   |
|          |          | Leo Varadkar (1979-)                  | 27 de junio de 2020      | 17 de diciembre de 2022  | Fine Gael               |                             | Micheál Martin (2020-2022)                        |
|          |          | Micheál Martin (1960-)                | 17 de diciembre de 2022  | 23 de enero de 2025      | Fianna Fáil             |                             | Leo Varadkar (2022-2024) Simon Harris (2024-2025) |
|          |          | Simon Harris (1986-)                  | 23 de enero de 2025      |                          | Fine Gael               |                             | Micheál Martin                                    |